# Kathodengleichrichtung

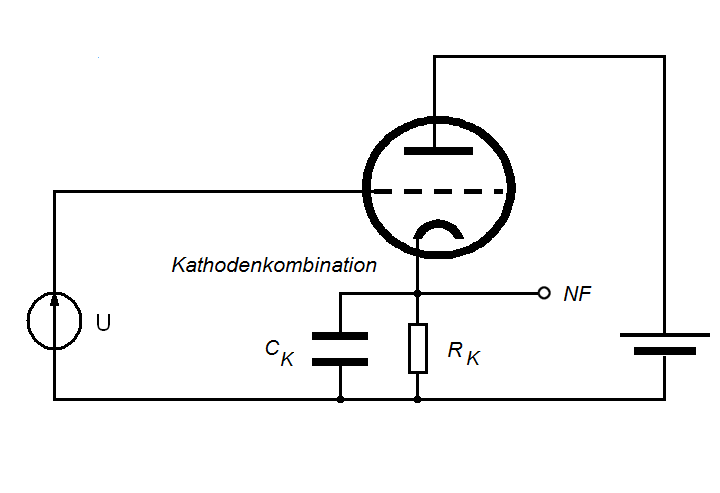
Prinzip der Kathodengleichrichtung

Die Kathodengleichrichtung ist ein Verfahren zur Demodulation amplitudenmodulierter Signale. 

## Aufbau
Die Schaltung entspricht einem Kathodenfolger, dessen Ausgang für die Trägerfrequenz durch einen hinreichend großen Kondensator Ck (fast) kurzgeschlossen ist. Ausschlaggebend für die Funktion ist die Zeitkonstante T = Rk·Ck:
- T muss viel größer sein als die Schwingungsdauer der Trägerfrequenz.
- T muss viel kleiner sein als die Schwingungsdauer der höchsten Modulationsfrequenz.

Die Funktion lässt sich einfach erklären: Der Kondensator Ck wird bei positiver werdendem Gitter sehr schnell durch den dann vergrößerten Anodenstrom aufgeladen. Sobald die Gitterspannung negativer wird, sperrt die Röhre und der Kondensator entlädt sich langsam durch den Widerstand Rk. Die Röhre lässt sich vorteilhaft durch einen Sperrschicht-Feldeffekttransistor mit erheblich geringerem Volumen und Energiebedarf ersetzen.
Diese Schaltung bietet erhebliche Vorteile gegenüber einem Hüllkurvendemodulator:
- Mit dem Fehlen einer Gleichrichterdiode verschwindet auch die Schwellenspannung. Deshalb sind kleinere Signale demodulierbar.
- Weil niemals Gitterstrom fließt, wird die Hochfrequenzquelle (meist ein Schwingkreis) nicht belastet. Das vergrößert den Gütefaktor, was wiederum die Bandbreite verringert und die Resonanzspannung erhöht.